# 阿德尔河
阿德尔河（法語：Ardre，亦作，法語發音：[aʁdʁ]）是法国大東部大區马恩省的河流，是韦勒河的左支流，长39.3千米，发源自圣伊莫热，于菲姆流入韦勒河。